# Bataille de Gingindlovu
Guerre anglo-zouloue
Batailles
- Inyezane
- Isandhlwana
- Rorke's Drift
- Eshowe
- Ntombe
- Hlobane
- Kambula
- Gingindlovu
- Ulundi

La bataille de Gingindlovu est livrée le 2 avril 1879 en Afrique du Sud, au KwaZulu-Natal, pendant la guerre anglo-zouloue.

## Historique
Alors qu'elle approche d'Eshowe dont la garnison est assiégée et qu'elle vient secourir, une colonne britannique commandée par le Lord Chelmsford se heurte sur les bords la rivière Inyezane à une forte armée zouloue sous les ordres de Somopho kaZikhala secondé par le prince Dabulamanzi kaMpande. Les Zoulous sont durement battus et contraints de lever le siège d'Eshowe

## Sources
- (en) Michael Barthop, The Zulu War, a Pictorial History, Blandford Press, 1980, 181 p. (ISBN 978-0-7137-1005-2).
- (en) Featherstone Donald, Victorian colonial warfare, Africa, Londres, Cassel book, 1992.
- (en) John Laband, The Rise and fall of the Zulu nation, Londres, Arms and Armour Press, 1997, 517 p. (ISBN 978-1-85409-421-6).